# Лук охотский
Лук охотский (лат. Allium ochotense) или черемша — преимущественно восточноазиатский вид дикого лука, произрастающий на севере Японии, в Корее, Китае и на Дальнем Востоке России, а также на острове Атту на Аляске.
Некоторые авторы считали A. ochotense синонимом лука победного (A. victorialis), но позднее его стали рассматривать как отдельный вид.

## Ботаническое описание
Многолетнее травянистое растение. Вырастает до 20–30 см в высоту, с сильным чесночным запахом, и имеет «луковицы… окружённые серовато-коричневой, сетчатой оболочкой». Листья 1-3 голые, широкоэллиптические… околоцветник беловато-зелёный. Растение медленнорастущее, и, кроме семенного размножения, «у A. victorialis есть две системы вегетативного размножения: одна — кущение, другая — придаточные почки».
Растение имеет интенсивный чеснокоподобный запах, который считается более интенсивным, чем запах самого чеснока.

## Этимология
Видовой эпитет ochotense был дан Ярославом Ивановичем Прохановым, советским ботаником, систематиком, географом, генетиком, доктором биологических наук, профессором. Предположительно, был назван в честь Охотского региона России, где встречается этот вид.

## Распространение и культивация
Allium ochotense произрастает в бассейне реки Амур (встречается в Амурской области, Хабаровском и Приморском крае, а также на Сахалине и Курильских островах Дальнего Востока). В Китае произрастает во Внутренней Монголии и провинциях Хэйлунцзян, Цзилинь, Ляонин, Хэбэй, Хэнань, Аньхой, Хубэй, Чжэцзян, Шэньси, Шаньси, Ганьсу и Сычуань. Ареал также включает Корею, остров Уллындо и высокие горы (более 1000 м) на Корейском полуострове, включая гору Пэкду, и Японию (Хоккайдо и Хонсю), в хвойных и смешанных лесах в субальпийской местности. Номинально ареал растения простирается до США, но в природе A. ochotense растёт только на острове Атту, самом западном острове Алеутского архипелага. Есть популяции на острове Уналаска, но они считаются заносными.
Начиная примерно с 1990 года, растение выращивается в садоводческих целях на Хоккайдо и в снежных районах на восточной стороне Хонсю. Сообщалось о вспышках болезней растений на этих луковых фермах. От посева до сбора урожая проходит около четырёх лет.
На сельскохозяйственном факультете университета Уцуномия исследовательская группа под руководством тогдашнего доцента Нобуаки Фудзисигэ вывела гибрид A. ochotense × A. tuberosum (чесночный лук), который они назвали gyōjana (行者菜). Внешне похож на чеснок, но унаследовал признак толстостебельности A. victorialis и, как чеснок, готов к уборке через 1 год. Он продается на коммерческом рынке с 2008 года в Нагаи, Ямагата.

## Химический состав
Исследователи идентифицировали 1-пропениловые дисульфиды и винилдитиины как пахучие соединения. К специфическим пахучим веществам относятся: «метил аллил дисульфид (запах китайской сивухи), диаллил дисульфид (запах, напоминающий чеснок), а также диметил дисульфид и метил аллил трисульфид (запах, напоминающий солёные огурцы)».